# Цариков переулок
Ца́риков переу́лок — переулок в Северо-Западном административном округе города Москвы на территории района Митино. Начинается Цариков переулок от точки соединения Новотушинского проезда и Митинской улицы; далее пересекает Пятницкое шоссе и заканчивается, примыкая к Путилковскому шоссе (см. карту). Однако, согласно данным от Google (см. карту) Цариков переулок заканчивается примыканием к Пятницкому шоссе, не пересекая его; дорога же после Пятницкого шоссе именуется Путилковское шоссе.

## Происхождение названия
Цариков переулок назван в 1995 году по расположению переулка в 2,5 км от урочища Царикова Гора
.

## Здания
Домов по Царикову переулку не значится. 

Все дома по переулку имеют адресацию соседних улиц: Пятницкое шоссе, Митинская улица, Новотушинский проезд.

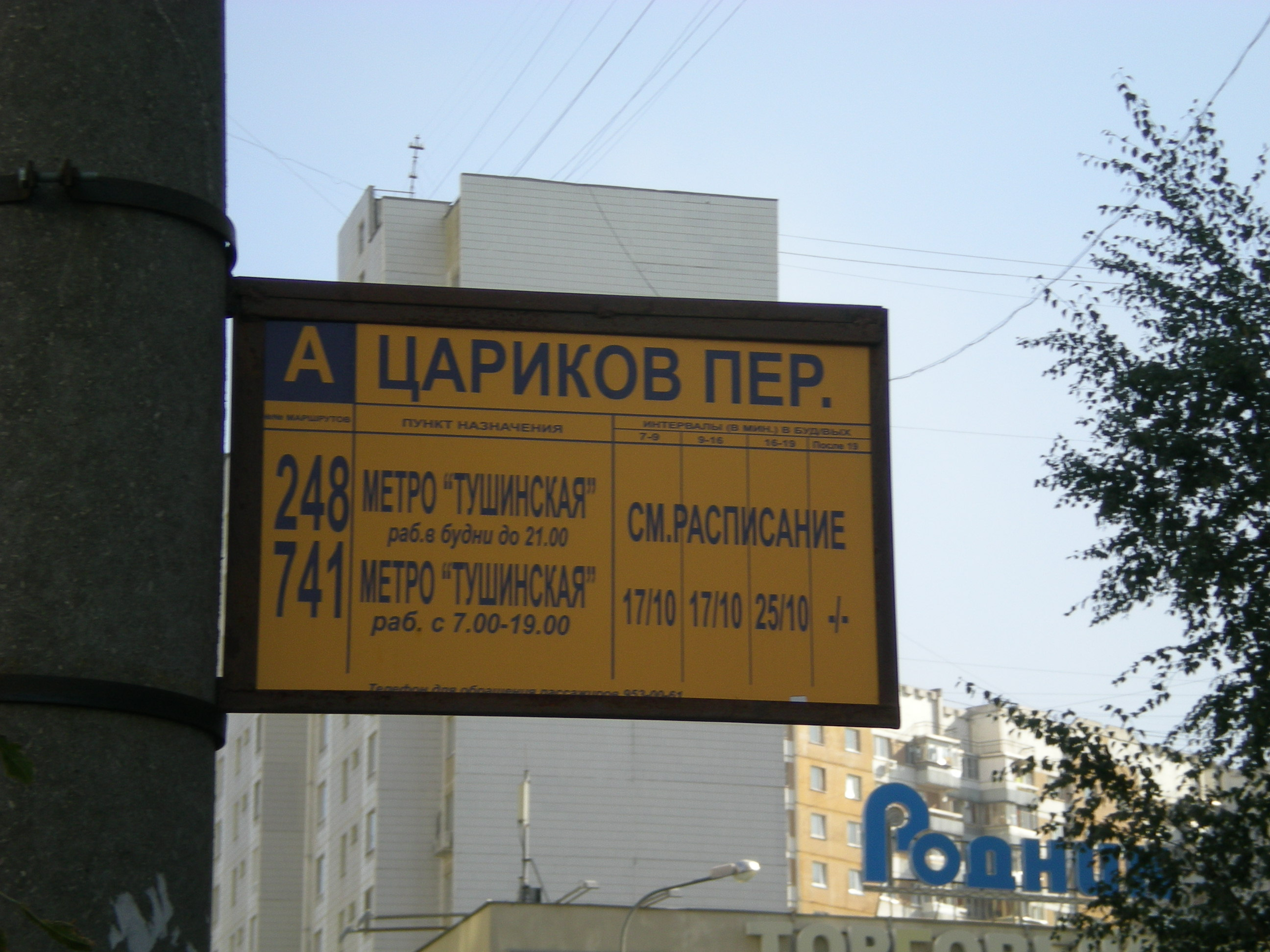
Расписание автобусной остановки

## Транспорт

### Наземный транспорт
По переулку в сторону Пятницкой улицы проходит автобус 741.

### Ближайшая станция метро
- Волоколамская

### Железнодорожный транспорт
- Волоколамская